# Governo Andreotti II
Il governo Andreotti II è stato il ventottesimo esecutivo della Repubblica Italiana, il primo della VI legislatura.
Rimase in carica dal 26 giugno 1972 all'8 luglio 1973, per un totale di 377 giorni, ovvero 1 anno e 12 giorni.
Ottenne la fiducia dalla Camera il 7 luglio 1972 con 329 voti a favore e 288 contrari.
Ottenne la fiducia anche al Senato il 13 luglio 1972 con 163 voti a favore e 155 contrari.
Il governo si dimise il 12 giugno 1973.

## Storia
Le elezioni politiche del 1972 rappresentano uno spartiacque nella storia della prima repubblica. Sono le prime a svolgersi in anticipo sulla fine di una legislatura caratterizzata da gravi problemi di ordine pubblico, da numerosi scandali politici e dall'introduzione nell'ordinamento italiano del divorzio, e sono precedute da una campagna elettorale che è stata tra le più cupe e allo stesso tempo più appassionate. Anche se con interessi diversi si può dire che la fine anticipata della legislatura l'abbiano voluta tutti, e per diversi buoni motivi:
- la convocazione dei comizi elettorali rinvia almeno di un anno lo svolgimento del referendum per l'abrogazione del divorzio, e dà ai partiti il tempo di trovare un'intesa coi cattolici del comitato promotore per evitarlo;
- la campagna elettorale distoglie l'attenzione della pubblica opinione dalla profonda crisi in cui il Paese si trova dal punto di vista economico, con un reddito nazionale lordo in diminuzione, il deficit di bilancio sempre più incontrollabile ed il PIL al penultimo posto tra i Paesi europei, e più ancora politico per i numerosi scandali (l'OMNI, il fallimento Marzollo, i fondi neri della Edison) che hanno travolto quasi esclusivamente la DC;
- la crisi della formula di centro-sinistra a dieci anni dalla sua prima apparizione col secondo governo di Amintore Fanfani.

In questa situazione la DC si presenta agli elettori con un significativo "avanti al centro", additandosi come garante della democrazia contro comunismo e fascismo, ma la contestazione studentesca, l'autunno caldo e le prime azioni del terrorismo favoriscono il MSI di Giorgio Almirante a danno dei tradizionali alleati di governo. Tornato alla guida del partito nel 1969, infatti, Almirante ha giocato la carta di una grande destra rispettabile e moderata invitando a farne parte i liberali di Giovanni Malagodi, che rifiutano, ed i monarchici di Alfredo Covelli, che invece accettano per l'azzeramento dei consensi elettorali. Al voto dei moderati, andato nel 1963 e nel 1968 ai liberali, il MSI assomma anche quello dei fautori dell'ordine aumentando del 4,23% alla Camera e del 4,63% al Senato per la contemporanea presenza nelle sue liste di personalità come Achille Lauro, Gino Birindelli, Vito Miceli e Giovanni De Lorenzo.
Il secondo governo Andreotti, detto l'Andreotti-Malagodi, nasce essenzialmente per il rifiuto dei socialisti a sedere ad un tavolo di trattativa che comprendesse anche i liberali. È un esecutivo malvisto anche da vasti settori della DC, che per un anno deve affrontare l'insidia dei franchi tiratori, che lo mandano sotto più volte, e tira avanti per la mancanza di un'alternativa che emerge soltanto alla vigilia del congresso democristiano. Il patto di Palazzo Giustiniani tra Moro, Rumor e Fanfani e il ritiro dell'appoggio repubblicano all'esecutivo aprono la strada ad una rinnovata versione del centro-sinistra.

## Compagine di governo

### Sostegno parlamentare
| Camera dei Deputati | Camera dei Deputati | Seggi                |
| ------------------- | --- | -------------------- |
|                     | Democrazia Cristiana Partito Socialdemocratico Italiano Partito Liberale Italiano Partito Repubblicano Italiano Südtiroler Volkspartei Union Valdôtaine Totale Maggioranza | 266 29 20 15 3 1 334 |
|                     | Partito Comunista Italiano Partito Socialista Italiano Movimento Sociale Italiano-Destra Nazionale Totale Opposizione                                                      | 179 61 56 296        |
| Totale              | Totale | 630                  |

| Senato della Repubblica | Senato della Repubblica | Seggi              |
| ----------------------- | --- | ------------------ |
|                         | Democrazia Cristiana Partito Socialdemocratico Italiano Partito Repubblicano Italiano Partito Liberale Italiano Südtiroler Volkspartei Union Valdôtaine Totale Maggioranza | 135 11 8 5 2 1 162 |
|                         | Partito Comunista Italiano Partito Socialista Italiano Movimento Sociale Italiano-Destra Nazionale PSI di Unità Proletaria Sinistra Indipendente Totale Opposizione        | 74 33 26 11 9 153  |
| Totale                  | Totale | 315                |

### Appartenenza politica
- Democrazia Cristiana (DC): Presidente del Consiglio, 16 ministri, 40 sottosegretari
- Partito Socialista Democratico Italiano (PSDI): 5 ministri, 10 sottosegretari
- Partito Liberale Italiano (PLI): 4 ministri, 8 sottosegretari

### Provenienza geografica
| Regione               | Presidente | Ministri | Sottosegretari | Totale |
| --------------------- | ---------- | -------- | -------------- | ------ |
| Lazio                 | 1          | 3        | 5              | 9      |
| Lombardia             | -          | 3        | 5              | 8      |
| Piemonte              | -          | 3        | 5              | 8      |
| Sicilia               | -          | 3        | 5              | 8      |
| Emilia-Romagna        | -          | 1        | 6              | 7      |
| Veneto                | -          | 3        | 3              | 6      |
| Campania              | -          | 1        | 5              | 6      |
| Liguria               | -          | 1        | 4              | 5      |
| Puglia                | -          | 1        | 4              | 5      |
| Sardegna              | -          | 1        | 2              | 3      |
| Toscana               | -          | 1        | 2              | 3      |
| Calabria              | -          | -        | 3              | 3      |
| Marche                | -          | -        | 3              | 3      |
| Basilicata            | -          | 1        | 1              | 2      |
| Molise                | -          | 1        | 1              | 2      |
| Friuli-Venezia Giulia | -          | -        | 2              | 2      |
| Abruzzo               | -          | 1        | -              | 1      |
| Umbria                | -          | -        | 1              | 1      |

## Composizione
| Presidenza del Consiglio dei ministri          | Presidenza del Consiglio dei ministri | Presidenza del Consiglio dei ministri | Presidenza del Consiglio dei ministri | Presidenza del Consiglio dei ministri                                                                             |
| Carica                                         | Titolare                              | Titolare                              | Titolare                              | Sottosegretario di Stato alla Presidenza del Consiglio                                                            |
| ---------------------------------------------- | ------------------------------------- | ------------------------------------- | ------------------------------------- | --- |
| Presidente del Consiglio dei ministri          |                                       |                                       | Giulio Andreotti (DC)                 | - Aldo Amadeo (DC) - Francesco Deriu (DC) - Franco Evangelisti (DC) - Renzo Forma (DC) - Sebastiano Vincelli (DC) |
| Vicepresidente del Consiglio dei ministri      |                                       |                                       | Mario Tanassi (PSDI)                  | - Aldo Amadeo (DC) - Francesco Deriu (DC) - Franco Evangelisti (DC) - Renzo Forma (DC) - Sebastiano Vincelli (DC) |
| Ministri senza portafoglio                     |                                       |                                       |                                       | |
| Presidenza della delegazione italiana all'ONU  |                                       |                                       | Emilio Colombo (DC)                   | Emilio Colombo (DC)                                                                                               |
| Interventi straordinari nel Mezzogiorno        |                                       |                                       | Paolo Emilio Taviani (DC) ad interim  | Paolo Emilio Taviani (DC) ad interim                                                                              |
| Problemi della gioventù                        |                                       |                                       | Italo Giulio Caiati (DC)              | Italo Giulio Caiati (DC)                                                                                          |
| Problemi relativi all'attuazione delle regioni |                                       |                                       | Fiorentino Sullo (DC)                 | Fiorentino Sullo (DC)                                                                                             |
| Rapporti fra Governo e Parlamento              |                                       |                                       | Giorgio Bergamasco (PLI)              | Giorgio Bergamasco (PLI)                                                                                          |
| Ricerca scientifica                            |                                       |                                       | Pier Luigi Romita (PSDI)              | Pier Luigi Romita (PSDI)                                                                                          |
| Riforma della pubblica amministrazione         |                                       |                                       | Silvio Gava (DC)                      | Silvio Gava (DC)                                                                                                  |
| Ministero                                      | Ministri                              | Ministri                              | Ministri                              | Sottosegretari di Stato                                                                                           |
| Affari esteri                                  |                                       |                                       | Giuseppe Medici (DC)                  | - Alberto Bemporad (PSDI) - Giovanni Elkan (DC) - Mario Pedini (DC)                                               |
| Interno                                        |                                       |                                       | Mariano Rumor (DC)                    | - Benedetto Cottone (PLI) - Franco Nicolazzi (PSDI) - Ernesto Pucci (DC) - Adolfo Sarti (DC)                      |
| Grazia e giustizia                             |                                       |                                       | Guido Gonella (DC)                    | - Alberto Ferioli (PLI) - Erminio Pennacchini (DC)                                                                |
| Bilancio e programmazione economica            |                                       |                                       | Paolo Emilio Taviani (DC)             | - Paolo Barbi (DC)                                                                                                |
| Finanze                                        |                                       |                                       | Athos Valsecchi (DC)                  | - Giuseppe Alpino (PLI) - Giuseppe Amadei (PSDI) - Giuseppe Costantino Belotti (DC) - Salvatore Lima (DC)         |
| Tesoro                                         |                                       |                                       | Giovanni Francesco Malagodi (PLI)     | - Antonio Bisaglia (DC) - Francesco Fabbri (DC) - Bonaventura Picardi (DC) - Dante Schietroma (PSDI)              |
| Difesa                                         |                                       |                                       | Mario Tanassi (PSDI)                  | - Pietro Buffone (DC) - Vito Lattanzio (DC) - Gustavo Montini (DC)                                                |
| Pubblica istruzione                            |                                       |                                       | Oscar Luigi Scalfaro (DC)             | - Luigi Caiazza (DC) - Attilio Ruffini (DC) - Salvatore Valitutti (PLI)                                           |
| Lavori pubblici                                |                                       |                                       | Antonino Pietro Gullotti (DC)         | - Girolamo La Penna (DC) - Anselmo Martoni (PSDI) - Vincenzo Russo (DC)                                           |
| Agricoltura e foreste                          |                                       |                                       | Lorenzo Natali (DC)                   | - Massimo Alesi (PLI) - Luigi Angrisani (PSDI) - Giovanni Venturi (DC)                                            |
| Trasporti e aviazione civile                   |                                       |                                       | Aldo Bozzi (PLI)                      | - Salvatore Cottoni (PSDI) - Luigi Giglia (DC) - Mario Valiante (DC)                                              |
| Poste e telecomunicazioni                      |                                       |                                       | Giovanni Gioia (DC)                   | - Alessandro Canestrari (DC) - Renato Massari (PSDI) - Raoul Zaccari (DC)                                         |
| Industria, commercio e artigianato             |                                       |                                       | Mauro Ferri (PSDI)                    | - Attilio Iozzelli (DC) - Gennaro Papa (PLI) - Romolo Tiberi (DC)                                                 |
| Sanità                                         |                                       |                                       | Remo Gaspari (DC)                     | - Nino Cristofori (DC) - Ferruccio De Lorenzo (PLI) - Enrico Spadola (DC)                                         |
| Commercio con l'estero                         |                                       |                                       | Gianmatteo Matteotti (PSDI)           | - Manfredi Bosco (DC) - Giulio Orlando (DC)                                                                       |
| Marina mercantile                              |                                       |                                       | Giuseppe Lupis (PSDI)                 | - Luigi Durand de la Penne (PLI) - Marcello Simonacci (DC)                                                        |
| Partecipazioni statali                         |                                       |                                       | Mario Ferrari Aggradi (DC)            | - Bruno Corti (PSDI) - Gino Mattarelli (DC)                                                                       |
| Lavoro e previdenza sociale                    |                                       |                                       | Dionigi Coppo (DC)                    | - Danilo De' Cocci (DC) - Alberto Del Nero (DC) - Franco Tedeschi (PSDI)                                          |
| Turismo e spettacolo                           |                                       |                                       | Vittorio Badini Confalonieri (PLI)    | - Gabriele Semeraro (DC) - Edoardo Speranza (DC)                                                                  |

## Cronologia

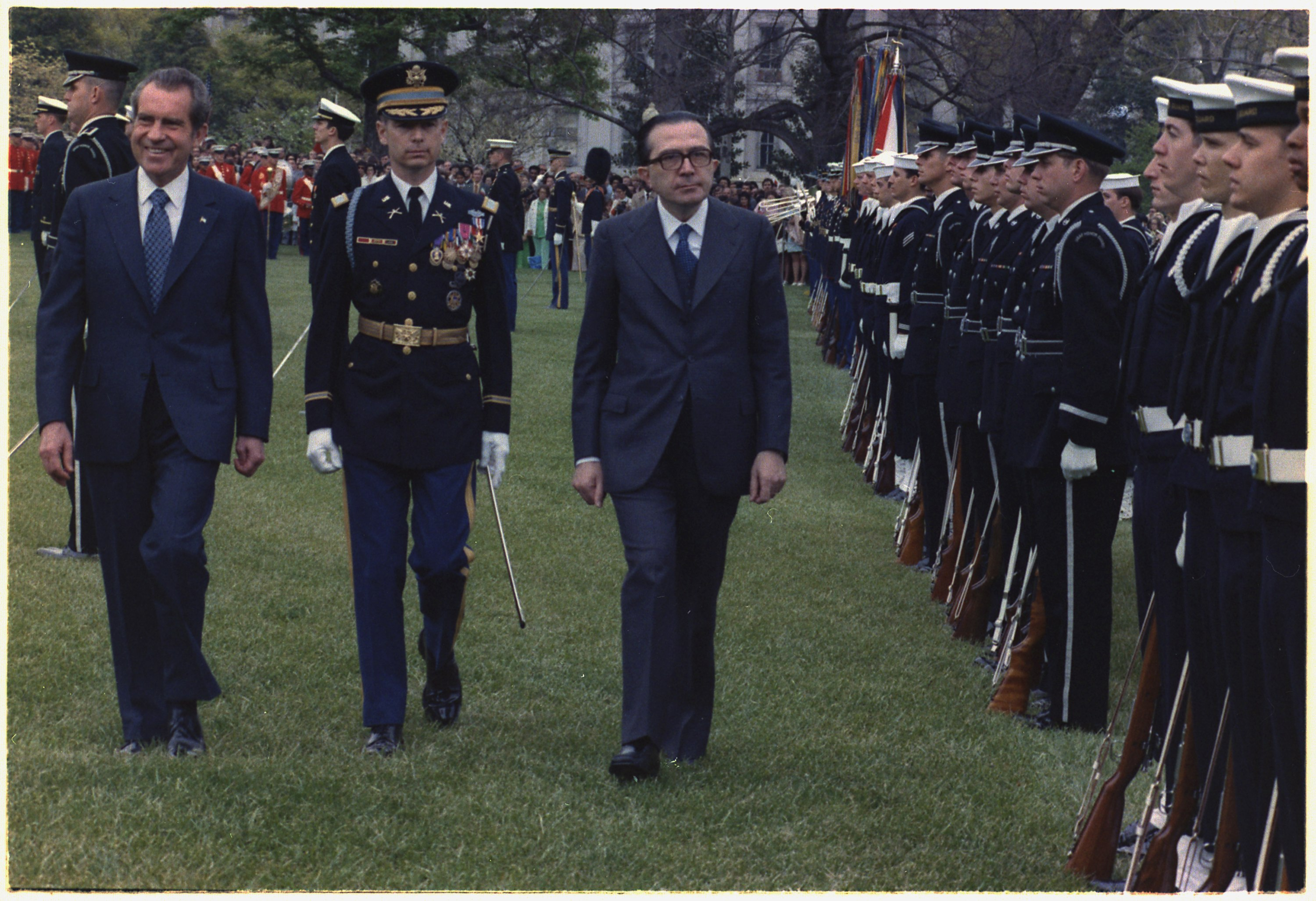
Giulio Andreotti in visita ufficiale negli USA con il presidente statunitense Richard Nixon nel 1973

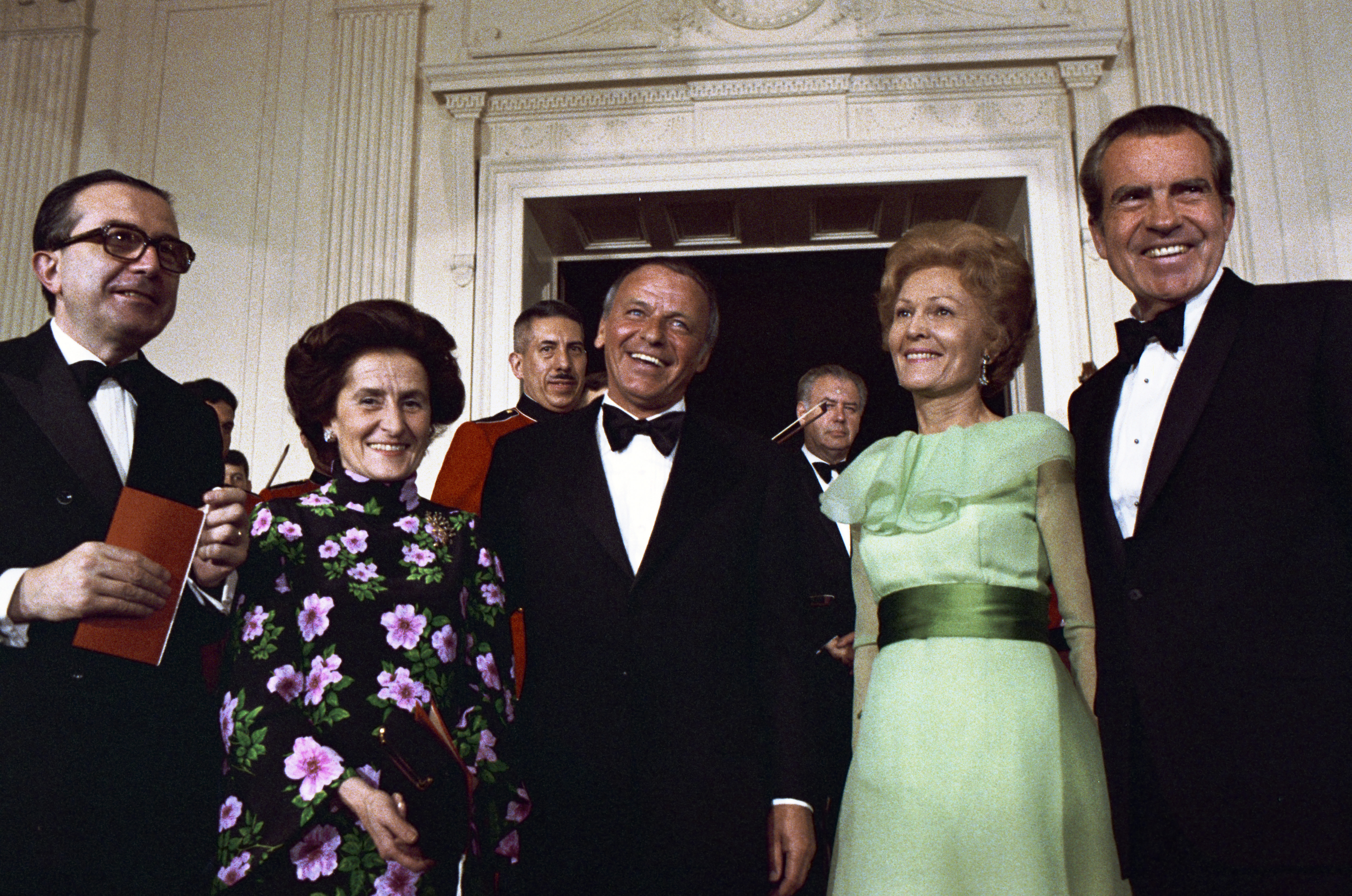
Giulio Andreotti con Richard Nixon e Frank Sinatra nel 1973

### 1972

#### Maggio
- 7-10 maggio: elezioni politiche: i dati più significativi sono il crollo dei liberali (da 5,8 a 3,7%) e l'aumento del MSI (da 4,5% da solo a 7,6% in unione coi monarchici). La DC perde un insignificante 0,1%, il PSI si attesta al 9,5%, il PSDI al 5,3%, con un aumento complessivo rispetto al risultato dei due partiti unificati di quattro anni prima. Il PCI aumenta di 2 punti e sale al 28%, eroso il PSIUP che scende dal 4,5 al 2%. I comunisti dissidenti del Manifesto si fermano allo 0,7% e non ottengono seggi.
Arnaldo Forlani dichiara che l'assalto alla DC da destra e sinistra è fallito, e che l'aumento del MSI rende solo meno facile il cammino democratico. Giacomo Mancini, sottolinea il 40% complessivo andato alla sinistra, che unito al crollo liberale rende impraticabile la soluzione centrista e impossibile la svolta a destra. Giovanni Malagodi riconosce la sconfitta ma rivendica il ruolo della pattuglia liberale nel nuovo parlamento. Ugo La Malfa ritiene che i repubblicani debbano porre un rimedio immediato alla forte affermazione della sinistra.Giorgio Almirante annuncia l'avvio della destra nazionale e di un rinnovato ruolo di opposizione propositiva a qualsiasi maggioranza. Dario Valori riconosce la sconfitta del PSIUP, che non ha avuto eletti e nel quale si comincia a parlare di congresso straordinario.[8]
- 17 maggio: viene assassinato a Milano il commissario Luigi Calabresi.
- 25 maggio: si insediano le nuove camere. Sandro Pertini è confermato presidente della Camera, Amintore Fanfani confermato presidente del Senato.

#### Giugno
- 4 giugno: dopo otto giorni di intense consultazioni, durante le quali si è da più parti auspicata la transizione di un governo balneare, il capo dello Stato conferisce l'incarico a Giulio Andreotti. Il presidente incaricato non rilascia dichiarazioni relativamente alla formula di governo.[9]
- 12 giugno: preso atto dell'indisponibilità dei socialisti la direzione della DC, udita la relazione di Andreotti sulle consultazioni, si esprime per un governo quadripartito con PSDI, PRI e PLI cui si oppongono la Base, Forze Nuove e i morotei. Al sì di Mario Tanassi e Giovanni Malagodi si oppongono tuttavia le riserve del PRI, che ritiene controproducente il mancato appoggio (e quindi un bilanciamento di forza all'interno della maggioranza) delle sinistre interne democristiane.
- 27 giugno: Andreotti presenta la lista dei ministri. Forti polemiche dalle opposizioni di sinistra per la nomina di Oscar Luigi Scalfaro alla Pubblica Istruzione, ritenuta incompatibile con le istanze di rinnovamento che salgono dagli studenti.

#### Luglio
- 1 luglio: la Camera riceve la richiesta di autorizzazione a procedere avanzata dal sostituto procuratore Luigi Bianchi D'Espinosa contro Giorgio Almirante per ricostituzione del disciolto partito fascista e apologia del fascismo. L'autorizzazione viene concessa anche su richiesta dell'interessato ma si concluderà in un nulla di fatto dopo la morte del magistrato.
- 5-13 luglio: il governo si presenta alle camere. Andreotti pone come priorità la politica monetaria, la difesa dell'ordine pubblico e il rapporto coi sindacati per le istanze ancora non risolte. Le posizioni dei partiti sono chiare: PCI, PSIUP e PSI promettono una dura opposizione al governo di centro-destra; il PLI sottolinea la propria coerenza dopo otto anni di opposizione, il MSI deciderà caso per caso. Alla Camera la fiducia è approvata con 329 voti a favore e 288 contrari. Al Senato con 163 voti favorevoli e 155 contrari.[10]
- 7 luglio: a Salerno una lite tra due studenti missini e tre anarchici degenera in una colluttazione nella quale viene ucciso lo studente Carlo Falvella, iscritto al FUAN.
- 13 luglio: congresso straordinario del PSIUP: il deludente risultato elettorale, che non porta alcun eletto in Parlamento, determina lo scioglimento del partito: al segretario Dario Valori basta solo un giorno per leggere la sua relazione e proporre la confluenza nel PCI, che viene immediatamente accettata dal 67% del partito (con Valori passano al PCI Lucio Libertini, Lelio Basso e Tullio Vecchietti). Una minoranza riformista (il 9%), rappresentata da Giuseppe Avolio, Nicola Corretto e Vincenzo Gatto, ritorna nel PSI. Una seconda minoranza di sinistra (il 23,8%), guidata da Vittorio Foa e Silvano Miniati, si dichiara per la continuità e fonda nel luglio del 1972 il Nuovo PSIUP, insieme a Guido Biondi, Mario Brunetti, Aristeo Biancolini, Mario Albano, Pino Ferraris e Daniele Protti.[11]
- 15 luglio: l'ex ministro Luigi Preti viene eletto presidente della commissione bilancio coi voti determinati del MSI per l'opposizione di Carlo Donat-Cattin, che ha abbandonato la seduta prima del voto. 
Rispondendo alla Camera alle interrogazioni sull'omicidio Falvella il ministro degli Interni, Mariano Rumor, rassicura che le misure di sicurezza per il mantenimento dell'ordine pubblico e la prevenzione della violenza saranno intensificate, se necessario con modifiche restrittive al Testo unico delle leggi di pubblica sicurezza e idonee modifiche al codice di procedura penale per favorire il lavoro delle forze dell'ordine.[12]
- 19 luglio: in segno di protesta per la svolta a destra della linea politica gli esponenti delle correnti di sinistra la Base e Forze Nuove si dimettono da tutte le cariche interne della DC.
- 20 luglio: il ministro del Tesoro, Giovanni Malagodi, partecipa col governatore della banca d'Italia Guido Carli al vertice monetario europeo di Londra.
- 24 luglio: Consiglio dei ministri: viene approvato un disegno di legge per riordinamento del trattamento previdenziale dei lavoratori agricoli. È istituita una cassa integrazione per i dipendenti delle grande imprese agricole, l'aumento del trattamento di disoccupazione al 60% della retribuzione e l'estensione degli assegni familiari ai giorni prefestivi e festivi.
In una intervista a Il Giorno il vice-segretario comunista Enrico Berlinguer sostiene che il governo Andreotti-Malagodi contraddice l'esito delle elezioni politiche, che hanno dato forza a comunisti, socialisti e cattolici. La pregiudiziale anticomunista porta ad una involuzione della democrazia perché apre la strada agli apporti non richiesti e non sgraditi della destra neofascista, consentendo al contempo a quella economica e reazionaria di indebolire o cancellare le riforme. L'esecutivo è tre volte debole per la composizione, i numeri in aula e le gravi lacerazioni che ha creato nel partito di maggioranza che dovrebbe esserne la guida.[13]
- 28 luglio: il governo viene messo in minoranza su un emendamento al decreto di riordinamento delle pensioni INPS per la rivalutazione delle pensioni contributive liquidate fino al 30 aprile 1968. Ritirato dalla maggioranza per mancanza di copertura finanziaria (153 miliardi) l'emendamento è stato fatto proprio dal PCI ed è votato da tutte le opposizioni col sostegno di cinque franchi tiratori della maggioranza.
Il governo approva il bilancio consultivo dello Stato e lo stato di previsione predisposti dal ministro del Tesoro Giovanni Malagodi. Si prevede un aumento del 52% del disavanzo totale, con un aumento delle spese superiore del 20% alle entrate. Non si prevede al momento un inasprimento della pressione fiscale ma il ministro avverte che in mancanza di interventi si passerà dalla stagnazione alla recessione dell'economia, con un aumento non prevedibile del tasso di inflazione.[14]

#### Agosto
- 3 agosto: il governo viene messo nuovamente in minoranza al Senato sul decreto di riordinamento delle pensioni. Passano un emendamento del PSI che fissa a 35.000 lire mensili il minimo per tutti i trattamenti dal 1º gennaio 1973, e uno del PCI sull'abbassamento a 60 e 55 anni, rispettivamente per uomini e donne, dell'età pensionabile per i lavoratori autonomi e per l'agganciamento dei minimi alla dinamica salariale.
Alla commissione lavoro della Camera due deputati della sinistra DC votano assieme alle opposizioni di sinistra contro un articolo della legge sulla cassa integrazione. I commissari del PSDI non votano e abbandonano l'aula per costringere la maggioranza a ricorrere ai voti del MSI, che si rivelano determinanti per l'esito della votazione.
- 5-7 agosto: consiglio nazionale della DC: Arnaldo Forlani nega che la DC si sia politicamente orientata a destra. L'esecutivo, stante l'indisponibilità di socialisti e repubblicani, è il frutto di una convergenza di forze democratiche che hanno voluto assicurare la governabilità pur nel rispetto delle reciproche differenze. La sua tesi è contestata dalla sinistra interna: Aldo Moro ritiene il governo un atto di imprudenza politica e l'inizio di una svolta involutiva. L'assise approva la soluzione della crisi col voto contrario di morotei, Forze nuove e alcuni de La Base. Ulteriori decisioni sulla linea politica sono rinviate al congresso nazionale, convocato per gennaio.[15]

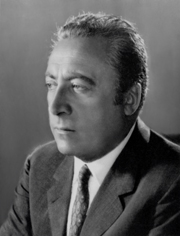
Dionigi Coppo

- 9 agosto: su proposta del ministro del Lavoro, Dionigi Coppo, la Camera sopprime gli emendamenti al decreto di riordinamento delle pensioni, che deve quindi tornare al Senato. Il PCI e il PSI tentano di ritardare l'approvazione con manovre di ostruzionismo.
La DC fa mancare il numero legale alla commissione parlamentare di vigilanza sulla RAI, impedendo il rinnovo delle cariche e il dibattito sulla riforma.[16]
- 12 agosto: respinti tutti gli emendamenti della sinistra il Senato approva in via definitiva il decreto sulle pensioni. I minimi sono aumentati da 12 a 18.000 lire per le pensioni sociali, da 27.450 a 32.000 per i dipendenti oltre i 65 anni, da 25.250 a 30.000 lire da 60 a 65 anni.
- 13 agosto: Consiglio dei ministri: su indicazione del comitato interministeriale prezzi è aumentato da 15 a 25 lire il costo dello scatto telefonico urbano. I canoni di abbonamento, aumentano di oltre il 100% con una punta da 5.755 a 11.600 lire per l'utente che consuma in media 300 scatti mensili. Varati inoltre un aumento di organico di 5.000 nuovi agenti di polizia tra il 1972 e il 1975, uno stanziamento di 130 miliardi per la difesa del suolo e una commissione incaricata di predisporre i decreti per la riforma dei servizi radio-televisivi.[17]
- 16 agosto: il governo invia ai prefetti, che sono i presidenti dei comitati provinciali dei prezzi, una circolare affinché sia varata un'attenta vigilanza sull'andamento del costo della vita, relazionando cifre e osservazioni. L'iniziativa fa tesoro dell'esperienza del governo di Emilio Colombo, che al ritorno dalle vacanze ha prima minimizzato gli aumenti ed ha in seguito diramato una circolare analoga rimasta senza risultati.
- 16-18 agosto: la Rai annuncia ufficialmente l'avvio delle prime trasmissioni sperimentali a colori dal 26 agosto. Si apre una polemica per il sistema di trasmissione: secondo il Financial Times esistono degli accordi tra due partiti (uno dei quali sarebbe il PSDI) e una cordata di industriali francesi interessati all'adozione del sistema SÉCAM. Questi industriali avrebbero anticipato finanziamenti per la campagna elettorale e promesso una quota dei diritti di brevetto. La dimostrazione di questo assunto verrebbe dall'orientamento mostrato dalla RAI per il sistema PAL, sostenuto dall'industria italiana e tedesca, per il quale ha già adattato i propri ripetitori, e l'improvvisa decisione di modificarli per entrambi i sistemi, alternandoli nelle trasmissioni.
Il governo deve anche precisare che alla sperimentazione non seguirà l'immediata adozione del colore. Ugo La Malfa ha infatti rispolverato la sua opposizione minacciando il ritiro dell'appoggio esterno del PRI al governo. I repubblicani dicono anche no al sistema SECAM, che impedirebbe l'esportazione dei televisori italiani in Europa. Il governo precisa che la sperimentazione non durerà più di 60 giorni ma lo scontro nella maggioranza si accentua di lì a due giorni: il socialdemocratico Flavio Orlandi, in piena sintonia col PRI e con la segreteria del suo partito, contesta la decisione di trasmettere coi due sistemi, imponendo un doppio onere all'erario senza che si sia fatta una scelta. Una nota democristiana su il Popolo afferma che la DC non ha alcuna intenzione di mettere da parte i problemi del sud, della scuola e dell'economia sull'altare della tv a colori. Intanto le opposizioni rendono note le cifre dell'ISTAT, secondo le quali una famiglia su tre non possiede alcun apparecchio e che l'Italia è all'ultimo posto in Europa per diffusione.[18]
- 21 agosto: a una settimana dall'invio della circolare del governo sul controllo dei prezzi nessuna prefettura è ancora in grado di adempiere alla richiesta di convocare il comitato provinciale prezzi per l'assenza dei funzionari in ferie. Fa intanto discutere la decisione assunta del prefetto di Roma, Giovanni Ravalli, di precettare i commercianti per costringerli ad applicare i prezzi calmierati dell'Ente comunale di consumo. Commentando l'iniziativa il suo collega di Palermo dichiara che il governo deve mettere mano ad una riforma legislativa, perché i poteri dei comitati colpiscono dettaglianti e ambulanti senza poter metter mano alle speculazioni dei grossisti.
- 24 agosto: mentre vari prefetti prendono esempio da Roma e si adoperano per un calmiere dei prezzi il presidente del Consiglio esce da un riserbo durato diversi giorni. Con un articolo sulla rivista Concretezza, Andreotti sostiene che un vero e proprio controllo è impossibile, perché non tutto si può regolare con le leggi e i decreti. Alla soluzione del problema devono collaborare anche i consumatori, orientando la scelta degli alimenti senza costringere il paese all'importazione di merci costose.[19]

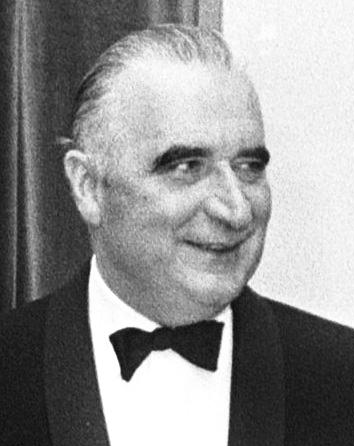
Georges Pompidou

- 25 agosto: il settimanale Famiglia Cristiana pubblica un documento che comproverebbe le pressioni francesi sull'Italia per l'adozione del sistema televisivo SECAM e l'esistenza di trattative sottobanco tra Andreotti e il presidente francese Georges Pompidou.
- 28 agosto: a Roma entra in vigore il calmiere dei prezzi deciso dal prefetto. I commercianti devono attenersi ai prezzi praticati dall'ente comunale di consumo pena una sanzione minima di 600.000 lire. Nello stesso giorno rimangono chiusi per protesta gli esercizi aderenti alla Confesercenti (circa un decimo del totale). Le opposizioni di sinistra parlano di provvedimento demagogico e di un rischio che si sviluppi un mercato nero dei generi di prima necessità.
Nel secondo giorno di sperimentazione della TV a colori coi due sistemi PAL e SECAM l'agenzia nazionale francese della stampa dirama un comunicato in cui si nega la veridicità del documento pubblicato da Famiglia Cristiana, che sarebbe stato alla base di trattative segrete tra Andreotti e Pompidou. I produttori di televisori, quasi tutti legati alle tedesca AEG-Telefunken che lavora col sistema PAL, fanno sapere dal canto loro che l'eventuale scelta del sistema SECAM comporterebbe un forte ridimensionamento della produzione e licenziamenti in massa di personale in esubero.[20]
- 29 agosto: l'on. Luigi Granelli presenta in Parlamento a nome della sinistra democristiana de la Base una mozione in cui si chiede la sospensione della sperimentazione televisiva al termine delle Olimpiadi. Nelle stesse ore Ugo La Malfa richiama gli esponenti del PRI che si sono dichiarati possibilisti sull'introduzione definitiva del colore in TV. Il vice presidente della RAI, Italo De Feo (socialdemocratico) sostiene che le trasmissioni a colori potrebbero essere affidati a un nuovo canale privato. Il colore va reso definitivo dal momento che l'industria di punta non è più quella dell'automobile ma l'elettronica di consumo. Per De Feo è necessario proseguire sulla strada del sistema PAL, per il quale aziende e industrie hanno cominciato a prepararsi da tempo.[21]

#### Settembre
- 2 settembre: a Roma, che il governo ha indicato quale banco di prova per la politica dei prezzi, gli esercenti di generi alimentari proclamano una serrata contro il calmiere imposto dal prefetto. Chiudono per due giorni macellai e fruttivendoli, negli stessi giorni restano aperti solo di mattina gli altri alimentaristi. L'Unione commercianti chiede che venga accettato un contro-calmiere con prezzi maggiorati, adeguati al pregio delle merci. Dopo una riunione del comitato provinciale prezzi si decide di rimuovere il calmiere alle carni estere e maggiorare del 10% i prodotti ortofrutticoli. PCI e PSI chiedono l'abrogazione del provvedimenti del prefetto e che il governo intervenga sulla speculazione attuata dai grossisti.[22]
- 5 settembre: nelle stesse ore in cui il Consiglio dei ministri sta approvando provvedimenti di ordinaria amministrazione, accantonando i problemi della TV a colori e dei prezzi, l'ISTAT diffonde i dati del costo della vita di luglio, dai quali emerge che gli alimentari sono andati incontro ad un aumento generale del 6,3% al dettaglio e del 21,9% all'ingrosso. Nella riunione il ministro delle Poste, Giovanni Gioia, relaziona sull'esperimento della TV a colori e sulla necessità di adottarla definitivamente, a prescindere dal sistema. Nel comunicato a conclusione dei lavori, tuttavia, il vice presidente del Consiglio, Mario Tanassi, assicura che la sperimentazione si concluderà col termine delle Olimpiadi di Monaco.[23]

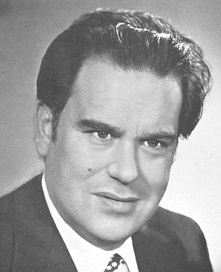
Mario Gargano

- 14 settembre: scoppia un ennesimo scandalo politico. L'on. Mario Gargano, neoeletto deputato della DC, viene convocato dal pretore Gianfranco Amendola per una truffa ai danni dell'azienda che imbottiglia l'acqua minerale Appia. Secondo l'accusa si sarebbe reso responsabile di millantato credito nei confronti del proprietario dell'azienda, che da Amendola è stato indagato per la mancata correttezza delle indicazioni in etichetta. Vantando amicizie politiche influenti, Gargano, con l'aiuto di tre complici (accusati di estorsione) avrebbe assicurato la riapertura in cambio di un'assicurazione del costo di trenta milioni.[24]
- 19 settembre: scaduto il termine stabilito, la commissione per il parere al governo sull'attuazione della riforma tributaria inizia una seduta fiume per definire l'applicazione di 19 decreti delegati, tra i quali quello che sostituisce l'IGE con l'IVA. Quest'ultima è stata rinviata dal 1º luglio 1972 al 1º gennaio 1973 per la questione dell'aumento dei prezzi e l'oggetto del contendere sono le aliquote del 6% per i beni di prima necessità e del 18% per quelli di lusso, con una media del 12% per altre tipologie di consumi; passata la proposta di ridurre l'aliquota su farina, pane e pasta e ortofrutticoli all'1% per il 1973-74 e al 3% per il 1974-75 la commissione ha ridotto dal 12 all'8% per il 1973-74 l'aliquota sui prodotti tessili. Secondo il governo il gettito delle aliquote così modificate renderebbe quasi inutile la riforma.
- 21 settembre: alla frontiera di Chiasso sono arrestati due italiani e una tedesca che viaggiano in una macchina piena di armi e esplosivi. La descrizione data da uno dei testimoni accredita l'ipotesi che siano gli autori dell'omicidio del commissario Calabresi. Il MSI smentisce le notizie che i tre siano iscritti al partito o a gruppi giovanili che ne fanno capo.[25]
- 23-30 settembre: il capo dello Stato, Giovanni Leone, si reca in visita ufficiale in Vaticano. Nel suo discorso ufficiale Paolo VI chiede una esatta interpretazione ed applicazione del Concordato. Le parole del Papa, unite all'evasività di Leone sul tema dell'indipendenza legislativa italiana, sono viste come un ennesimo attacco alla legge che ha istituito il divorzio, e forti critiche sono anche dirette al presidente che, come da prassi, era informato sui temi che sarebbero stati affrontati dal pontefice. Mentre socialisti e repubblicani richiamano i pronunciamenti della consulta sulla legittimità della legge, Marco Pannella, a nome della lega per il divorzio, chiede che il governo fissi quanto prima la data del referendum. Quest'ultima diventa l'oggetto del contendere per il rinvio di un anno provocato dalle elezioni politiche. I costituzionalisti Leopoldo Elia e Mario Branca fanno notare che non sarà possibile votare nella primavera del 1973 in quanto la legge prevede che debbano passare almeno cinquanta giorni tra l'indizione dei comizi e il voto: poiché il rinvio scade l'8 maggio e l'ultima domenica utile per votare è il 15 giugno, sostengono, nel 1973 non sarà possibile rispettare gli adempimenti previsti dalla legge e si dovrà scegliere una domenica compresa tra il 15 aprile e il 15 giugno 1974.[26]

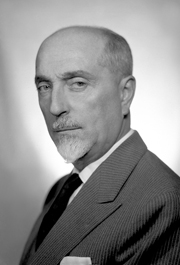
Giuseppe Medici

- 23-30 settembre: il quotidiano il Messaggero, citando un comunicato del Pentagono, pubblica la notizia che l'arcipelago di La Maddalena, in Sardegna, è stato ceduto in uso alla marina militare degli Stati Uniti per la costruzione di una base destinata a sommergibili nucleari. L'ambasciatore italiano a Washington, interpellato in proposito, dichiara di non sapere nulla di una trattativa tra una missione militare a Roma e il governo italiano. Mentre il ministro degli Esteri, Giuseppe Medici, e della Difesa, Mario Tanassi, mantengono il riserbo, tutte le opposizioni chiedono che il governo riferisca al Parlamento e che i ministri intervengano alla commissione difesa della Camera già convocata. La regione Sardegna, anch'essa ignara della cosa, prende posizione contro l'assegnazione e subito dopo la giunta monocolore democristiana rassegna le dimissioni. Andreotti fa sapere che l'argomento sarà trattato alla Camera il 6 ottobre, intanto piovono accuse contro il presidente del Consiglio e i vertici nazionali della DC, accusati di aver voluto la crisi della giunta regionale.[27]
- 30 settembre: Consiglio dei ministri: rinviate le decisioni sull'IVA. Approvati in via definitiva il decreto per le nuove banconote da 2.000 e 20.000 lire e per l'equiparazione previdenziale di arbitri e allenatori sportivi a quella gestita dell'Enpas per i lavoratori dello spettacolo. Numerosi provvedimenti di finanziamento di opere pubbliche locali. Approvata la relazione previsionale e programmatica per il 1973.[28]

#### Ottobre
- 5 ottobre: Andreotti riferisce alla commissione di vigilanza RAI sulle polemiche degli ultimi due mesi relative all'introduzione del colore e sulla questione della riforma. Il presidente del Consiglio, riferendosi all'ipotesi di un canale a colori privato, dichiara che il monopolio statale delle trasmissioni, confermato da due sentenze della Consulta, è fuori discussione. Le trasmissioni a colori non inizieranno prima del 1974, ed anche in quel momento si dovrà decidere se iniziarle o rinviarle ulteriormente. I problemi più urgenti riguardano la convenzione tra lo Stato e l'ente televisivo sottoscritta nel 1952, quando ancora la TV non c'era e il deficit di bilancio aziendale. Il governo si impegna a presentare il piano di riforma entro aprile 1974, basandosi sulle conclusioni di una commissione che riferirà a febbraio.[29]
- 6 ottobre: rispondendo al Senato alle interrogazioni della sinistra, il ministro degli Esteri, Giuseppe Medici, conferma la concessione alla marina statunitense di una base alla Maddalena, ma precisa che si tratta di semplici approdi per operazioni di rifornimento, piccola manutenzione e riposo a terra del personale imbarcato. Il senatore liberale Manlio Brosio difende la scelta del governo e rivendica al suo partito il merito di una concessione più volte richiesta e sempre rifiutata dai governi di centro-sinistra.[30]
- 17 ottobre: Consiglio dei ministri: sono varati i decreti delegati della riforma tributaria sull'IVA, le imposte di registro e di bollo, la tassa sulle concessioni governative, le imposte ipotecarie e su donazioni e successioni. Per l'IVA sono confermate le aliquote tra il 12 e il 18%, con una riduzione al 6% per alimentari, gas ed energia elettrica per uso domestico e medicinali. Non potendo farlo di propria iniziativa, dal momento che la delega non lo consente, il governo vara nella stessa seduta anche un disegno di legge che affida al Parlamento il compito di rivedere alcuni valori ed eventuali periodi transitori verso la piena applicazione.[31]
- 21 ottobre: si apre a Napoli il convegno "Regioni e riforma della RAI-TV", nel quale i rappresentanti di tutti i consigli regionali italiani rivendicano dal servizio pubblico radio-televisivo spazi dedicati all'informazione locale. L'assemblea concorda con il governo sulla necessità del monopolio statale delle trasmissioni ma ritiene che la vigilanza debba passare dall'esecutivo, che è formato da maggioranze variabili e spesso con intenti del tutto diversi l'una dall'altra, al pieno controllo della commissione parlamentare, dove tutti i partiti e tutte le idee sono rappresentati. Il convegno si conclude con un voto affinché la riforma della RAI comprenda una terza rete dedicata alla programmazione e all'informazione locali.[32]
- 24-26 ottobre: comitato centrale del PCI: il documento conclusivo invita tutta la sinistra italiana a mettere in crisi il governo Andreotti-Malagodi attraverso un vasto ed unitario movimento per la pace, il progresso economico e sociale e la democrazia. Richiesto un impegno straordinario a tutto il partito in vista delle elezioni amministrative di novembre, che possono dare un segnale politico all'esecutivo di centro-destra.[33]

#### Novembre
- 1 novembre: parlando all'inaugurazione del salone dell'automobile, a Torino, Andreotti sottolinea che per numero di automobili circolanti l'Italia ha superato il Regno Unito ed è prossima ad eguagliare la Germania occidentale. Un italiano su quattro possiede una macchina, e questo dato è uno dei simboli della crescita economica e sociale dell'Italia e della sua industria automobilistica, che esporta il 40% della propria produzione. Plaudito da destra e contestato da sinistra un riferimento alle lotte sindacali, che secondo Andreotti distruggono più che costruire.[34]
- 9 novembre: congresso del PSI: nella sua relazione Giacomo Mancini sostiene che l'unica linea politica possibile è quella che porta ad una rinnovata collaborazione di governo con la DC. Il PSI, secondo il suo segretario, ha una posizione di forza determinante per far quadrare i conti di qualsiasi maggioranza. Gli fa eco Pietro Nenni, secondo il quale il rapporto con i cattolici è un elemento qualificante della politica socialista. Il partito si divide tra le posizioni dei demartiniani e degli autonomisti di Nenni e Bettino Craxi, favorevoli ad un ritorno alla formula di centro-sinistra, e le sinistre di Mancini e Riccardo Lombardi, che puntano ad una più dura opposizione alla svolta moderata della DC. Con 76 seggi contro 54 nel comitato centrale vince la linea politica di Nenni.
- 14 novembre: Consiglio dei ministri: come annunciato a luglio viene varato un disegno di legge che ripristina il fermo di polizia nei termini parzialmente abrogati dalla corte costituzionale, prolungandolo a 96 ore senza obbligo di comunicazione, al magistrato di turno per le prime 48. Il provvedimento, presentato dal ministro degli Interni Mariano Rumor, provoca forti polemiche non solo tra i partiti ma anche da parte degli avvocati e dei magistrati. Secondo il giurista Giuseppe Sotgiu la norma consente il fermo di un cittadino per un semplice sospetto, per un processo alle intenzioni, anche senza prove, e di trattenerlo per due giorni, esposto all'arbitrio di poliziotti e carabinieri, senza la tutela di un magistrato e la difesa di un avvocato.[35]
- 26-27 novembre: elezioni amministrative: votano quattro milioni circa di cittadini. DC e PLI registrano lievi flessioni insieme al MSI, calano i comunisti e aumentano di poco i socialisti. Buoni risultati per PRI e PSDI.
- 30 novembre: comitato centrale PSI: in ritardo rispetto alla data prevista del 22 novembre viene eletta la nuova direzione nazionale del partito, composta da 13 demartiniani, cinque autonomisti, sette manciniani e nove componenti delle correnti della sinistra di Lombardi e degli ex PSIUP. Il nuovo segretario sarà eletto dalla direzione.[36]

#### Dicembre

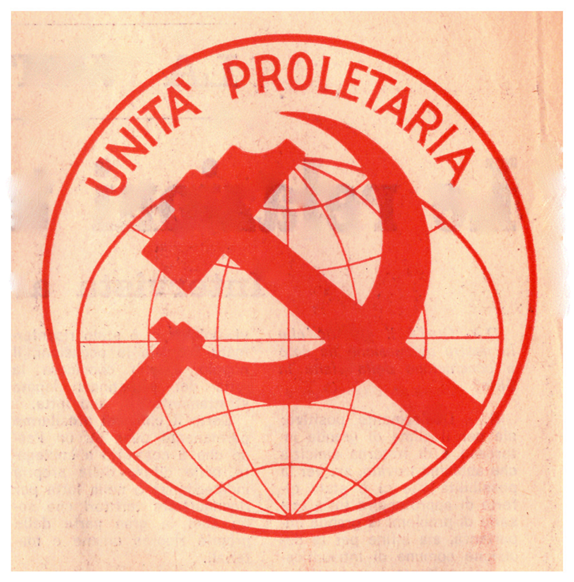
Il simbolo del PDUP

- 1-3 dicembre: muore Antonio Segni.
Parlando ad un convegno della sua corrente, Aldo Moro dichiara che è giunto il tempo di passare dalla critica ad una vera e propria alternativa al centro-destra di Andreotti. I morotei lanciano un appello agli ex compagni di corrente dorotei per riprendere la collaborazione coi socialisti ed uscire quanto prima da una svolta politica determinata più dalle condizioni del momento che da una indicazione elettorale.
Alle critiche dell'ex presidente del Consiglio si uniscono quelle del movimento giovanile democristiano, che prende di mira la legge sul fermo di polizia come simbolo dell'involuzione democratica provocata da un governo che, non a caso, gode spesso del sostegno dei parlamentari del MSI. Una ulteriore critica arriva dal direttivo milanese democristiano, che prende ad esempio i risultati delle elezioni politiche e le recenti indicazioni del turno amministrativo, favorevoli ai partiti democratici.
In una intervista rilasciata al Corriere della Sera Andreotti liquida le critiche a mugugni, ed invita i critici ad uscire allo scoperto al congresso del partito.
Nel corso di un'assemblea tenuta a Livorno viene annunciata la nascita del Partito di Unità Proletaria, frutto dell'unificazione del nuovo PSIUP di Vittorio Foa e Silvano Miniati con Alternativa Socialista di Giovanni Russo Spena e Domenico Jervolino.[37]
- 7 dicembre: direzione PSI: Francesco De Martino viene eletto segretario coi 17 voti della sua corrente e degli autonomisti di Nenni. Le sinistre di Mancini e Lombardi votano scheda bianca. Vice-segretari sono eletti Bettino Craxi, Tristano Codignola e Giovanni Mosca.
A conferma di varie voci diffuse nei giorni precedenti il sottosegretario alla Pubblica Istruzione Salvatore Valitutti conferma l'orientamento del ministro Oscar Luigi Scalfaro di introdurre il numero chiuso nelle università. L'idea è parte di una più organica riforma che coinvolge principalmente la didattica e il rapporto insegnanti-allievi. Contro il numero chiuso e la formula della legge delega senza prescrizioni, che darebbe al governo una piena libertà di azione, si schierano PCI, PSI, PSDI e tutte le componenti interne di sinistra della DC.[38]
- 13 dicembre: rispondendo a numerose interrogazioni alla Camera, Andreotti riferisce al Parlamento che la convenzione tra lo Stato e la RAI è stata prorogata di un altro anno, in modo da consentire al governo di presentare il disegno di legge di riforma attorno alla metà di marzo. Nell'attesa del riordinamento la gestione dell'ente sarà improntata a un regime di austerità che non alimenti il già pesante disavanzo economico.[39]
- 14 dicembre: la commissione giustizia della Camera approva definitivamente in sede legislativa la riforma dell'articolo 277 del codice di procedura penale. Il provvedimento consente la concessione della libertà provvisoria ai detenuti in attesa di giudizio colpiti da mandato di cattura obbligatorio. Viene definito dai giornali legge Valpreda perché l'ex ballerino anarchico è il detenuto più celebre che trarrà vantaggi dalla nuova normativa.[40]

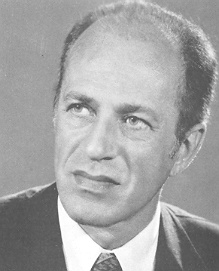
Matteo Matteotti

- 15-16 dicembre: Consiglio dei ministri: varato un disegno di legge che adegua alcune imposte di consumo per far coincidere o aumentare i prezzi con l'entrata in vigore dell'IVA. Il ministro del Commercio Estero, Matteo Matteotti, dichiara che l'introduzione della nuova imposta provocherà aumenti su un gran numero di prodotti, e questo in un momento in cui si registra un aumento di circa il 7% del costo della vita.
Commentando l'approvazione di un decreto che riduce l'IVA dal 6 al 3% sugli alimentari e dal 12 al 6% sugli alimenti e bevande smerciati in pubblici esercizi e mense il ministro delle FInanze, Athos Valsecchi, avverte i cittadini di segnalare i commercianti che pretenderanno un prezzo maggiore additando la scusa della nuova imposta. Secondo Valsecchi questa concessione comporterà una perdita di 60 miliardi rispetto al gettito dell'IGE, della complementare e delle altre imposte che saranno soppresse dal 1º gennaio.[41]
- 22 dicembre: in una intervista rilasciata al Daily american, Arnaldo Forlani sostiene che la DC non ha chiuso la porta a sinistra e non l'ha aperta a destra. Il governo, cui la DC ha dato ampio consenso e fiducia, è il frutto dei veti incrociati del PSI e del PRI. Il governo coi liberali di Giovanni Malagodi era l'unica alternativa alla ripetizione delle elezioni. Il segretario democristiano lo ribadisce alla direzione del partito, dove le correnti di sinistra annunciano battaglia per i più recenti provvedimenti dell'esecutivo. Carlo Donat-Cattin lamenta una linea politica di destra mai discussa e men che meno approvata dal partito, che si sta rendendo complice di una deriva anti-riformista che sta annullando i buoni risultati conseguiti dal centro-sinistra. Rinviate le convocazioni del consiglio nazionale e del congresso.[42]

### 1973

#### Gennaio
- 3 gennaio: mentre nel Governo si annuncia una verifica di maggioranza nella DC aumentano le richieste di un chiarimento politico interno in vista del congresso. Il basista Giovanni Galloni parla della necessità di una ristrutturazione della sinistra, sia interna al partito che esterna, e ammonisce che non si può chiedere al PCI di continuare ad accettare una esclusione pregiudiziale quando, allo stesso partito, si sono più volte chiesti i voti per candidati democristiani nell'ambito dell'arco costituzionale.
In una intervista concessa a Famiglia Cristiana, Aldo Moro riconosce che il cambiamento di rotta verso destra è stata una necessità cui la DC, partito di maggioranza, non poteva tirarsi indietro, ma sostiene al contempo che la virata è stata fatta senza un obiettivo al medio o lungo periodo. Al rinnovato appello per un dialogo coi socialisti il segretario del PSI De Martino risponde in termini positivi, mentre Ugo La Malfa dichiara che il PRI continuerà a dare l'appoggio esterno ad Andreotti.[43]
- 4-5 gennaio: dopo tre giorni di incertezza per il subentro dell'IVA, con notizie incrociate che parlano di aumenti ingiustificati e divergenze di applicazione e compilazione dei nuovi registri, il comitato interministeriale prezzi emana una circolare ai suoi comitati provinciali e ai prefetti per sollecitare un temporaneo blocco dei prezzi, che dovrebbe durare fino al 15 gennaio. L'idea, che alcuni prefetti affidano alla sorveglianza della polizia, è quella di verificare se gli aumenti sono giustificabili o meno. Il ministro dell'Industria, Mauro Ferri, si dichiara contrario a qualsiasi ipotesi di calmiere e chiede al Governo una severa sorveglianza sui prezzi degli alimentari e, più in generale, di largo consumo. PCI e PSI, dal canto loro, propongono di trasferire il maggior gettito dell'imposta sui beni voluttuari e di lusso.[44]
- 8 gennaio: sono diffusi i primi risultati di un'inchiesta sugli enti pubblici e le società private. Un italiano su 900 è presidente di un ente pubblico, ma se si considerano le società per azioni il rapporto scende a uno ogni 550 italiani. Sarebbero 59.340 i presidenti che amministrano il denaro pubblico italiano, a capo di altrettanti enti tra i quali spiccano quelli di beneficenza, che ogni 100 lire di spesa ne spendono 98 nella gestione e due nel sostegno ai beneficiati.
- 10 gennaio: dopo l'incendio doloso di quattro automobili, tutte appartenenti a cittadini statunitensi, due attentati dinamitardi colpiscono a Roma l'Accademia americana e la sede della rivista Selezione.
- 12 gennaio: in vista del congresso del MSI, previsto per il 18-20 gennaio, a Roma il PCI e le associazioni partigiane fanno un appello a tutti i partiti dell'arco costituzionale per una settimana antifascista. Alle iniziative rifiuta di aderire il solo PLI, secondo il quale il Movimento sociale è un partito legittimamente rappresentato in Parlamento, che opera nel rispetto delle libertà costituzionali. Sono annunciati per il 18 gennaio uno sciopero di mezzora in tutti i luoghi di lavoro, un corteo di protesta e un'adunata a Porta San Paolo.
- 14 gennaio: il gruppo liberale del Senato presenta una proposta di legge per una riforma che metta sotto il controllo di una commissione parlamentare gli oltre 59.000 enti italiani. La norma prevede una serie di incompatibilità nelle nomine dei consigli di amministrazione, per risolvere il problema dei controllati che sono al contempo controllori, e stabilisce che il Parlamento ne approvi i bilanci come già si fa coi ministeri.[45]
- 18 gennaio: mentre al Palazzo dei congressi è tutto pronto per l'inaugurazione del congresso del MSI a Milano, Pisa e Bari si registrano attentati contro sedi del Movimento sociale e di Avanguardia nazionale e aggressioni a noti esponenti della destra. Nel capoluogo lombardo una feroce aggressione manda all'ospedale l'avvocato Adamo Degli Occhi, uno dei promotori della maggioranza silenziosa. Nessun incidente alle manifestazioni di protesta contro il congresso. Due bombe sono scoperte e disinnescate prima dell'inizio dell'assise.[46]
- 18-20 gennaio: congresso del MSI: è il decimo del Movimento sociale italiano e il primo della nuova Destra nazionale. La relazione di Giorgio Almirante si sofferma in particolare sui problemi dell'ordine pubblico, che per il segretario missino sono da attribuirsi non soltanto alla violenza delle sinistre ma anche alla viltà e alle complicità di un Governo che non interviene per prevenire il crimine e sostiene che senza il successo elettorale del MSI la DC avrebbe ricostituito il centrosinistra. Il partito assume la denominazione Destra Nazionale per la confluenza nelle sue file del Partito Democratico Italiano di Unità Monarchica, che si è ufficialmente sciolto il 10 luglio 1972. Almirante, che viene rieletto per acclamazione, continua a perseguire l'obiettivo di un blocco d'ordine moderato e anticomunista.[47]
- 22 gennaio: il Governo vara il cosiddetto doppio mercato dei cambi valutari, finalizzato principalmente a impedire l'esportazione clandestina di valuta all'estero. Il normale mercato dei cambi (import-export, rimesse da emigranti, importazione di valuta estera dei turisti) rimane invariato con oscillazioni non superiori al 4,5% e interventi della Banca d'Italia contro i tentativi di deprezzamento. Il mercato parallelo, dove il Governo non difende più la moneta ma la lascia libera di seguire l'andamento del rapporto domanda-offerta, è riservato alle operazioni finanziarie come depositi e investimenti.[42]
- 23 gennaio: al termine di un dibattito svoltosi all'Università Bocconi di Milano, studenti e militanti dei gruppi extraparlamentari si trovano di fronte un forte schieramento di polizia. Ne seguono scontri. Gravemente ferito alla testa lo studente Roberto Franceschi, sparato da un'arma in dotazione alle forze di polizia, che morirà il 30 gennaio, dopo una settimana di coma.[48]
- 26 gennaio: direzione nazionale DC: in un clima di forte tensione tra le correnti viene fissata per l'8 febbraio la riunione del consiglio nazionale. Assenti Emilio Colombo, Mariano Rumor e Aldo Moro, ad anticipare la battaglia interna con l'astensione dal voto sull'operato dei ministri democristiani sono Giovanni Galloni e Carlo Donat-Cattin.[49]
- 30-31 gennaio-1 febbraio: alla Camera il Governo riesce per due volte a salvarsi con l'apporto dei voti del MSI sulla conversione del decreto legge di defiscalizzazione degli oneri petroliferi. Il decreto, che secondo le opposizioni regala undici miliardi ai monopolisti del petrolio, è il terzo in ordine di tempo che, passando allo Stato parte dell'imposizione fiscale dovuta dagli importatori, metterebbe al riparo la benzina da un nuovo e gravoso aumento. Allo scopo di far decadere il decreto PCI e PSI iscrivono a parlare senza limite di tempo oltre cinquanta parlamentari. La maggioranza decide di recedere. Lascia decadere il decreto per emendare il disegno di legge sull'applicazione dell'IVA sui carburanti con alcune proposte dell'opposizione alla ricerca di un accordo.[50]

#### Febbraio
- 6 febbraio: alla Camera si discutono interrogazioni e interpellanze delle opposizioni sulla gestione della RAI da parte del governo. Le due mozioni di sfiducia presentate da PCI-PSI e MSI sono respinte ma nella maggioranza si registrano prese di posizione solidali con la sinistra da parte di esponenti della sinistra democristiana.

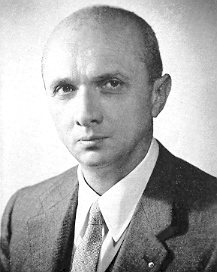
Agostino Bignardi

- 8-12 febbraio: congresso del PLI: nella sua relazione il segretario nazionale Agostino Bignardi parla in termini che non lasciano margini di trattativa: governo di centro-destra o elezioni anticipate. Il PLI non esclude la possibilità di liste comuni con PRI e PSDI per le elezioni amministrative e si impegnerà a fondo per la difesa del divorzio. Il congresso, con poche riserve di minoranza, approva l'operato della segreteria e riconferma la leadership di Bignardi.[51]
- 8-11 febbraio: consiglio nazionale della DC. Il congresso del partito è convocato per il 18 maggio, e in vista dell'appuntamento si consolidano le posizioni interne. Le correnti di sinistra contestano il Governo e al contempo la linea politica di Arnaldo Forlani, che Aldo Moro definisce deludenti. Granelli per la Base e Donat-Cattin per Forze nuove sostengono la posizione morotea e chiedono l'avvio di un dialogo ufficiale col PSI per portare all'attenzione della massima assise del partito un'alternativa di governo al centro-destra.[52]
- 9-15 febbraio: a conclusione della prima fase delle indagini scoppia sui giornali lo scandalo di una rete di intercettazioni telefoniche clandestine operate ai danni di quotidiani, sedi istituzionali e politiche, attori. Secondo le prime risultanze sono ascoltate clandestinamente le telefonate de Il Messaggero, Paese Sera e l'Avanti per i quotidiani, di Andreotti, Berlinguer e Mancini per i politici, della Banca d'Italia per le istituzioni, della Shell e della Chevron per le imprese, di Silvana Mangano per gli attori. Mentre il procuratore generale Carmelo Spagnuolo apre una inchiesta sulla fuga di notizie, vengono messe a nudo le debolezze della rete telefonica, esposta ad abusi di ogni genere per la mancata effettuazione di controlli periodici. Messi sotto accusa investigatori più o meno famosi (come Tom Ponzi), funzionari della SIP corrotti e un non comprovato favore del Governo verso i produttori di strumenti da intercettazione. Le opposizioni interrogano immediatamente il Governo su una presunta centrale di ascolto della CIA a Roma e sulle fonti di finanziamento della corruzione necessaria a mettere in piedi operazioni di questo tipo. Al pretore Luciano Infelisi, titolare dell'inchiesta, viene vietato di rilasciare dichiarazioni.[53]
- 10 febbraio: Loris Fortuna deposita una proposta di legge per depenalizzare e disciplinare l'aborto. Tra i firmatari ci sono Bettino Craxi, Claudio Signorile, Maria Magnani Noya, Michele Pellicani e Riccardo Lombardi.[54]
- 13 febbraio: il Governo viene sconfitto alla Camera nella discussione della legge sui fitti rustici. Con 255 voti a favore e 221 contrari viene approvato un emendamento presentato da Carlo Fracanzani a nome dei deputati democristiani di Forze nuove che riscrive il criterio di fissazione dei canoni e introduce maggiori garanzie per i lavoratori della terra. Andreotti minimizza l'evento a un incidente di percorso. Il segretario Forlani sospende Fracanzani e apre un procedimento disciplinare contro Carlo Donat-Cattin per tranquillizzare socialdemocratici, liberali e repubblicani, coi quali viene preso l'impegno di ripristinare l'articolo al Senato.[55]
- 14 febbraio: dopo la decisione americana di affrontare la crisi del dollaro con una svalutazione del 10%, nel mercato dei cambi italiano la lira va incontro ad una fluttuazione che porta allo scambio della moneta fino a tre valori diversi nel giro di un'ora. La sua svalutazione si attesta sul 5,6%. Il ministro del Tesoro, Giovanni Malagodi, rassicura il Parlamento che l'evento non avrà conseguenze sui prezzi delle importazioni e al consumo ma viene smentito dai dati del Ministero dell'Agricoltura, che ha rilevato nell'ultimo semestre aumenti tra il 25 e il 110% di vari prodotti alimentari soggetti a importazione. Il ministro del Bilancio, Paolo Emilio Taviani, ammette di temere un aumento dell'inflazione.[56]
- 15-17 febbraio: comitato centrale PSI: i socialisti ritrovano l'unità interna sulla parte del documento conclusivo che chiede la caduta del Governo. La relazione del segretario Francesco De Martino, oltre che dai suoi, è votata soltanto dagli autonomisti di Nenni e Craxi. Contro la linea politica di una rinnovata collaborazione con la DC si schierano i lombardiani e gli ex aderenti al Movimento politico dei lavoratori, mentre non votano gli ex PSIUP.[57]
- 20 febbraio: al Senato viene approvato il bilancio di previsione per il 1973, che prevede spese per oltre 12.000 miliardi e un disavanzo complessivo superiore agli 8.000.[58]
- 21 febbraio: a Napoli un corteo studentesco organizzato dalla sinistra extraparlamentare viene caricato dalla polizia dopo che un vice-questore ha chiesto chiarimenti a un partecipante. Credendo fosse un arresto i manifestanti iniziano una sassaiola cui le forze dell'ordine rispondono con lanci di lacrimogeni e cariche. Uno studente di 19 anni viene ricoverato in gravi condizioni per un lacrimogeno che lo colpisce alla testa. Numerosi feriti, dieci fermi e quattro arresti.
Al Senato il Governo presenta un decreto legge che storna 230 miliardi dal fondo previdenziale per gli assegni familiari e li trasferisce agli enti mutualistici per il ripianamento dei disavanzi.
In risposta all'opposizione interna democristiana contro il Governo, Andreotti liquida le contestazioni sostenendo che gli oppositori si stanno prenotando un posto in un futuro esecutivo, e che se ne andrà solo in caso di sfiducia da parte del Parlamento.[59]
- 24 febbraio: un attentato incendiario, mediante benzina fatta passare sotto la porta, distrugge nottetempo parte dell'appartamento del sostituto procuratore Paolino Dell'Anno.
Nell'inchiesta sulle intercettazioni telefoniche illegali condotta dal pretore Luciano Infelisi emergono alcuni elenchi di una ditta specializzata in apparecchi d'intercettazione, dai quali figura come cliente abituale il Ministero degli Interni. Il ministro è chiamato a riferire in Parlamento il titolo di acquisto e la destinazione del materiale. Mentre si polemizza per il furto di una bobina di intercettazioni politiche, dall'ufficio di Infelisi una nota del Viminale conferma che la direzione generale della PS ha acquistato e acquista tali apparecchi ma che, per quanto consta, non ne viene fatto alcun utilizzo illegale.[60]
- 26 febbraio: attentato contro l'autoparco della polizia a Roma. Cinque bottiglie molotov e quattro borracce militari piene di polvere da sparo provocano gravi danni alla struttura e a numerosi automezzi.[61]

#### Marzo
- 6-7 marzo: la DC rinvia il proprio congresso dal 18 maggio al 6 giugno, ufficialmente per non far coincidere l'assise (e quindi l'impegno di molti esponenti del Governo) durante la visita ufficiale del presidente rumeno Ceausescu, ed anche per motivi organizzativi legati alla sede del palazzo dei congressi. Una nota ufficiale dei liberali, che auspica un grande cartello delle correnti moderate democristiane in favore del Governo, e la contrarietà di Andreotti a riunioni tra i partiti del vecchio centro-sinistra sulle giunte locali, danno modo alle opposizioni di vedere nel rinvio un soccorso alla durata dell'esecutivo.
A Milano si apre un'inchiesta analoga, condotta dal sostituto procuratore Liberato Riccardelli, l'investigatore Tom Ponzi, già coinvolto nello scandalo sulle intercettazioni telefoniche illegali, viene accusato dal presidente dell'associazione detective italiani di essere a capo di un'associazione a delinquere dedita a truffe e ricatti. Pietro Tavazzi, che è anche il titolare dell'agenzia Fides, definisce Ponzi un abusivo al pari di quasi tutti gli aderenti alla Federpol, e sostiene che esercita in virtù di protezioni politiche non potendo avere la licenza in quanto pregiudicato. Tali protezioni sarebbero ricambiate con investigazioni ed intercettazioni illegali, compiute perlopiù per conto di partiti e movimenti di destra. Viene intanto spiccato il primo mandato di cattura nei confronti dell'ex capo della Criminalpol, accusato di aver fatto collocare da due tecnici della SIP diversi apparecchi di intercettazione.[62]
- 8 marzo: il Governo viene messo nuovamente in minoranza su un emendamento alla legge speciale per Venezia che cancella il progetto di un'autostrada dal capoluogo lagunare a Monaco di Baviera, ritenuto da comunisti e socialisti un'esigenza clientelare democristiana. La legge viene poi approvata con tale modifica col voto di DC, PSDI, PRI e MSI.[63]
- 9 marzo: tre nuove sconfitte per il Governo al Senato: passano tre emendamenti congiunti PCI-PSI che aumentano da 77 a 250 miliardi gli stanziamenti per le alluvioni in Calabria e Sicilia, un forte aumento del fondo per le case popolari e il raddoppio degli aiuti per l'agricoltura. Andreotti fa sospendere la seduta e riunisce il Governo ma altro non riesce a fare che a trovare la copertura finanziaria di 50 miliardi per coprire il maggiore impegno di spesa. Adeguandosi a un parere espresso dal Consiglio di Stato il Governo annuncia in via definitiva che il referendum sul divorzio si svolgerà in una domenica compresa tra il 15 aprile e il 15 giugno 1974.[64]
- 16 marzo: direzione PSDI: Giuseppe Saragat e Mario Tanassi chiedono al partito di adoperarsi ad ogni livello per verificare con DC e PSI la possibilità di allargare l'area democratica del Governo.
Parlando alla commissione finanze della Camera il ministro Valsecchi fa il punto sull'IVA a poco più di due mesi dalla sua entrata in vigore. Nel solo mese di gennaio la nuova imposta ha consentito all'erario un incasso di 220 miliardi dalle aziende con fatturato oltre gli 80 milioni annui. Con l'avvio dei versamenti dalle aziende con fatturato tra 24 e 80 milioni (iniziato a fine febbraio) e tra 5 e 24 milioni (previsto per aprile) la nuova imposta garantirà un gettito mensile di circa 400 miliardi, per un totale di 5.500 miliardi all'anno e con aumento, rispetto al precedente regime, di 1.800 miliardi. I commissari dell'opposizione contestano che si è partiti da una imposta unica, che doveva dare lo stesso gettito di quelle soppresse, e con la stessa imposta - mercé l'aumento dei prezzi - lo Stato si è assicurato una maggiore entrata a prezzo di una spirale inflazionistica che andrà a colpire le fasce più deboli della popolazione.[65]
- 22-23 marzo: dodici dipendenti della SIP sono arrestati a Milano nell'ambito dell'inchiesta sulle intercettazioni abusive. Tra i loro compiti, sostiene la procura, c'era quello di provocare disturbi alle linee per costringere gli utenti a chiedere un intervento che avrebbe consentito l'installazione degli apparecchi spia. Secondo voci non confermate nella centralina di piazza Cavour sono state scoperte sessanta derivazioni che fanno capo alla questura e alla guardia di finanza, collegate, tra gli altri, coi telefoni del senatore Giovanni Marcora, il conte Pier Bellini delle Stelle (dirigente della SNAM), il presidente della Montedison Eugenio Cefis e l'ex presidente Giorgio Valerio. A poche ore dagli arresti sono spiccati altri dieci mandati di cattura: arrestati Tom Ponzi e l'ex capo della Criminalpol Walter Beneforti. Il Governo è chiamato a riferire al Parlamento sul coinvolgimento del Ministero degli Interni.[66]
- 24-26 marzo: Mario Tanassi afferma in un'intervista che proporrà alla direzione del PSDI l'avvio di colloqui bilaterali col PSI per una grande intesa socialista che, ascoltati DC e PRI, possa portare ad un nuovo centro-sinistra e al superamento di un Governo che ha mostrato evidenti limiti sulla strada delle riforme. Una crisi di governo è tuttavia esclusa da Franco Evangelisti, portavoce di Andreotti, e dal presidente del Senato Fanfani, che ammonisce a non perdere il vecchio già noto per il nuovo non conosciuto. Il presidente del Consiglio, da parte sua, dichiara che il PSI ha abbandonato la linea autonomista in favore di una rinnovata alleanza frontista col PCI in funziona anti-governativa, ciò che lo rende incompatibile in qualsiasi maggioranza democratica. Sempre Andreotti liquida la proposta di Tanassi con la paura del PSDI di essere scavalcato a sinistra dalla DC.[67]

#### Aprile
- 1 aprile: Consiglio dei ministri: viene discussa ed approvata la relazione economica per il 1972, dalla quale si rileva che il reddito nazionale è aumentato del 9,3% su base assoluta, del 3,2% se si tiene conto dell'aumento dei prezzi. C'è un leggero calo dell'occupazione e un 25% dell'industria inattivo. La capacità di acquisto della lira è aumentata del 2% a fronte di una svalutazione che si aggira tra il 12 e il 14%. La riserva della Banca d'Italia è scesa da 3.881 a 3.117 miliardi.
Nella stessa seduta il Governo approva un disegno di legge che inasprisce fino a tre anni di reclusione le pene per le intercettazioni telefoniche abusive. Il problema della vendita e dell'utilizzo delle apparecchiature sarà trattato in una prossima seduta. Il reato diventa procedibile d'ufficio. Sono inoltre stanziati mille miliardi in sette anni per l'edilizia scolastica.
Il responsabile tecnico della centrale SIP di Porta Romana, a Milano, autore delle 60 derivazioni abusive scoperte nella centralina di piazza Cavour, ammette di aver effettuato centinaia di operazioni. Il funzionario si dice in buona fede perché le istruzioni venivano da alti dirigenti dell'azienda telefonica (di cui non sono diffusi i nomi) e terminavano in uffici dei carabinieri e della guardia di finanza.[68]
- 3 aprile: direzione PSDI: viene approvata la proposta di Mario Tanassi per l'apertura di colloqui ufficiali col PSI e gli altri partiti del vecchio centro-sinistra. La direzione riconosce i limiti dell'esecutivo, logorato all'inverosimile dalla scarsa capacità decisionale della sua fragile maggioranza, ma ritiene poco produttivo aprire una crisi senza che esista una valida alternativa.
Un dipendente della Italcable, coinvolto nell'inchiesta sulle intercettazioni, è trovato morto nella sua abitazione. Si parla di suicidio.[69]
- 5-7 aprile: nella discussione sull'informativa del Governo relativa alla situazione economica del paese, il Governo viene investito da tre mozioni delle opposizioni (PCI, PSI, MSI) e da una formale richiesta dei deputati delle sinistre interne della DC affinché assuma immediate iniziative contro il carovita. In particolare l'IVA sui prodotti alimentari. Respinte a voto palese le mozioni comunista e missina il Governo riesce a salvarsi sul voto segreto di quella socialista: il voto favorevole di 39 franchi tiratori della maggioranza è infatti compensato dal voto anti-socialista, e quindi contrario, dei deputati del MSI. L'on. Angelo Nicosia conferma l'apporto e sostiene che il Governo è in piena dissoluzione e solo il voto missino riesce al momento a scongiurare il ritorno dei socialcomunisti al Governo. Per Alessandro Natta il Governo deve dare le dimissioni perché al punto in cui si è arrivati Giorgio Almirante potrebbe avanzare offerte di appoggio esterno che l'esecutivo dovrebbe necessariamente rifiutare.[70]
- 5 aprile: il questore Angelo Mangano, attivo in inchieste di Mafia e capo della Criminalpol è oggetto di un grave attentato a colpi di pistola che ferisce anche il suo autista. Feriti in modo serio, si salveranno entrambi. Poche ore prima le agenzie avevano battuto la notizia che alcuni sconosciuti sono penetrati nella casa del pretore Luciano Infelisi, malmenano la donna di servizio e minacciano di rapire la figlia del magistrato. Due giorni dopo la domestica viene arrestata per simulazione di reato.[71]
- 7 aprile: Consiglio dei ministri: approvate alcune nomine militari. Stanziati mille miliardi in dieci anni per la tutela del territorio.
Su un treno nei pressi di Genova viene arrestato Nico Azzi, militante di Ordine Nuovo, rimasto ferito da una bomba che stava installando all'interno di una toilette. L'evento è preso a pretesto per una mobilitazione antifascista contro il Governo, che si sostiene in modo sempre più evidente grazie all'appoggio del MSI.[72]
- 11 aprile: il Governo viene messo in minoranza al Senato sulla legge delega per il personale della scuola. Un emendamento della maggioranza viene respinto da 155 voti a favore contro 138. Dopo una sospensione della seduta l'emendamento viene ripresentato e passa per 4 voti dopo che Andreotti ha posto la questione di fiducia. Di li a poco l'intero articolo viene respinto da 154 voti contro 149. Dai banchi di sinistra i deputati comunisti e socialisti scandiscono in coro la parola "dimissioni".[73]
- 12 aprile: a Milano la polizia vieta il comizio dell’esponente del MSI Ciccio Franco, che ha capeggiato la rivolta di Reggio. Seguono duri scontri fra gruppi missini e forze dell’ordine. Lo scoppio di una bomba lanciata dai manifestanti uccide l’agente Antonio Marino.
Dopo ripetuti ricorsi alla fiducia, necessari per far passare la legge sul personale della scuola, Giulio Andreotti e Arnaldo Forlani finiscono nell'occhio del ciclone di una polemica all'interno della maggioranza. I repubblicani, che hanno sostenuto il Governo con l'appoggio esterno, si dichiarano delusi, i socialdemocratici chiedono al PSI l'avvio dei colloqui per dare un'alternativa al Governo del paese. La corrente di Forze Nuove mette sotto accusa il segretario del partito per aver creato un vuoto di responsabilità nella delicata fase che precede il congresso nazionale e per aver rinviato senza averne giustificato il motivo la riunione della direzione nazionale. Giovanni Galloni parla di vuoto di potere.

Il corpo di Virgilio Mattei, coperto da un lenzuolo sulla finestra di casa

- 16-20 aprile: a Roma un attentato incendiario uccide due dei sei figli di Mario Mattei, segretario della sezione del MSI di Primavalle. Mentre le indagini della procura si indirizzano subito verso alcuni militanti di Potere Operaio, tra i quali il futuro reo confesso Achille Lollo, il quotidiano l'Unità, sfruttando l'intervista di una militante della sezione, porta avanti la tesi di una vendetta contro Mattei da parte di militanti di Avanguardia Nazionale.
A Milano viene arrestato Massimiliano Murelli, militante missino accusato di aver lanciato la bomba che ha ucciso l'agente Marino. Col Murelli, che confessa di li a poco, sono arrestati altri due iscritti al MSI.[74]
- 26 aprile: muore il generale Giovanni De Lorenzo.
- 27 aprile: il presidente della Corte costituzionale, Francesco Paolo Bonifacio, rilascia un'intervista in cui sostiene che la magistratura non applica a dovere la legge Scelba, specie sul tema delicato dello scioglimento dei gruppi extraparlamentari semi-clandestini. Gli fa eco Carlo Donat-Cattin, che chiede un'indagine parlamentare sui movimenti di destra e l'applicazione letterale delle norme contenute nella Costituzione.
In vista del congresso della DC Paolo Emilio Taviani, leader dei pontieri, rientra nella corrente dorotea, abbandonata nel 1967 con l'idea di fare "da ponte" con le correnti di sinistra.[75]
- 28 aprile: la Corte dei conti presenta al Parlamento una relazione sulla gestione economica della Rai dal 1968 al 1971. Il documento contiene numerose censure verso la gestione di Ettore Bernabei e contro la mancata sorveglianza esercitata dal Ministero delle Poste.

#### Maggio
- 4 maggio: secondo i dati dell'ISTAT sul primo trimestre 1973, l'Italia è al primo posto tra i paesi industrializzati per il costo della vita. I prezzi sono infatti aumentati del 5% all'ingrosso e del 3% al dettaglio e la tendenza, senza interventi decisivi, porterà a un aumento complessivo del costo della vita a un +15% per la fine dell'anno.[76]
- 7 maggio: la procura di Roma spicca tre mandati di cattura contro Achille Lollo, Marino Clavo e Manlio Grillo per il rogo di Primavalle. Incriminato un quarto uomo, un netturbino iscritto al PRI, per concorso nella strage, e un iscritto al MSI per testimonianza reticente.
A poco meno di un mese dal congresso emergono le divisioni interne nella DC: i dati dei congressi provinciali assegnano la maggioranza a dorotei e tavianei uniti col 34,7%: seguono Nuove cronache di Fanfani col 18,7%, la tendenza Andreotti-Colombo col 15,6%, la Base di De Mita col 10,6%, Forze Nuove di Donat Cattin col 9,3%.[77]
- 9 maggio: la procura di Milano fa richiesta di autorizzazione a procedere contro i deputati missini Franco Petronio e Franco Servello per ricostituzione del disciolto partito fascista.
Alla Camera il dibattito sull'ordine pubblico degenera in rissa tra deputati del PCI e del MSI quando Alessandro Natta accusa i missini di trincerarsi dietro la strage di Primavalle per dipingersi come perseguitati. Andreotti risponde alle interpellanze sostenendo che il pericolo fascista è molto meno preoccupante di quanto si creda, al punto che non si deve parlare di organizzazioni ma di piccolissimi nuclei di esaltati. Il presidente del Consiglio invita alla sorveglianza e alla denuncia prima che allo scontro, ricordando che fu la sottovalutazione del fenomeno a far salire il fascismo al potere nel 1922. La magistratura è il giudice naturale che deve colpire ogni ricorso alla violenza politica, da qualsiasi parte provenga.[78]
- 11-12 maggio: Arnaldo Forlani annuncia in una intervista che al congresso di giugno si presenterà dimissionario e non candidato alla segreteria DC.
Il ministro delle Poste Giovanni Gioia promulga un decreto legge che rende illegali le TV private via cavo. L'iniziativa, adottata senza discussione in Consiglio dei ministri, è contestata da liberali e repubblicani nella maggioranza e dai socialisti nell'opposizione, Bettino Craxi sostiene la necessità di una discussione in Parlamento sul problema dell'emittenza privata, che ha implicazioni costituzionali in tema di democrazia e pluralismo dell'informazione. I repubblicani chiedono le dimissioni del ministro, e minacciano il ritiro dell'appoggio esterno in caso contrario.[79]

Gianfranco Bertoli

- 18 maggio: a un anno dall'omicidio del commissario Luigi Calabresi la cerimonia di commemorazione presso la questura di Milano è oggetto di un attentato dinamitardo che provoca 4 morti e 52 feriti.[80]
- 24 maggio: la Camera vota a favore dell'autorizzazione a procedere richiesta contro Giorgio Almirante per ricostituzione del disciolto partito fascista. Votano a favore tutti i gruppi più il segretario missino in coerenza con la richiesta di accoglimento, contrari il gruppo del MSI e cinque democristiani a titolo personale.
A causa dell'astensione dei repubblicani il Governo viene messo nuovamente in minoranza alla Camera sulla proposta di rinvio di una discussione a dopo la sospensione dei lavori per il congresso DC. In una intervista Andreotti esclude categoricamente le dimissioni nonostante sia ormai palese la sfiducia del PRI e di gran parte del PSDI, e nonostante gli attacchi provenienti dalle correnti democristiane di opposizione. Oronzo Reale ritiene che il presidente del Consiglio, preso atto della sfiducia repubblicana, dovrebbe procedere ad una verifica della maggioranza.[81]
- 26-28 maggio: in vista del dibattito alla Camera sulla TV via cavo, Ugo La Malfa, uscito da un incontro con Andreotti, dichiara che se il ministro Giovanni Gioia non darà le dimissioni il PRI presenterà una mozione di sfiducia. Tale dibattito è scaturito da un atto del pretore di Biella Giuliano Grizi che, opponendosi al c.d. "Decreto Gioia", aveva consentito alla neonata Telebiella di continuare le proprie trasmissioni[82]. In apertura di seduta Andreotti difende il ministro e ricorda che l'emanazione di un decreto è responsabilità collegiale del Governo. Il PRI toglie ufficialmente il sostegno, cosicché l'esecutivo finisce in minoranza. Il gruppo comunista propone la sospensione dei lavori parlamentari in quanto la crisi di Governo è aperta di fatto e devono quindi essere sospesi. Il presidente Sandro Pertini, riuniti i capigruppo, decide di sospendere la seduta a tempo indeterminato con l'auspicio che il Governo si riunisca per prendere atto della nuova situazione.[83]

#### Giugno
- 1 giugno: Andreotti riunisce il Consiglio dei ministri per poi recarsi in udienza dal capo dello Stato. Il presidente del Consiglio riferisce di aver preso atto della crisi politica del Governo e che si è deciso di formalizzare l'apertura della crisi a dopo la conclusione del congresso della DC, ormai alle porte.[84]
- 6-10 giugno: congresso della DC: alla vigilia dell'apertura viene annunciato un accordo tra Mariano Rumor, Aldo Moro e Amintore Fanfani per tornare alla linea politica del centro-sinistra. Al documento, ricordato come il patto di Palazzo Giustiniani aderiscono tutti i capicorrente, che si trovano d'accordo anche per la redistribuzione delle cariche interne. Dal congresso emergono alcuni punti fermi: nessuna maggioranza parlamentare senza l'appoggio dei socialisti; nessun rapporto col MSI. Dalla conclusione unitaria si differenzia la destra interna di Guido Gonella e Mario Scelba, che si dichiarano favorevoli al centro-destra.
- 12 giugno: come stabilito dal Consiglio dei ministri Andreotti rassegna le dimissioni.